# Panhas

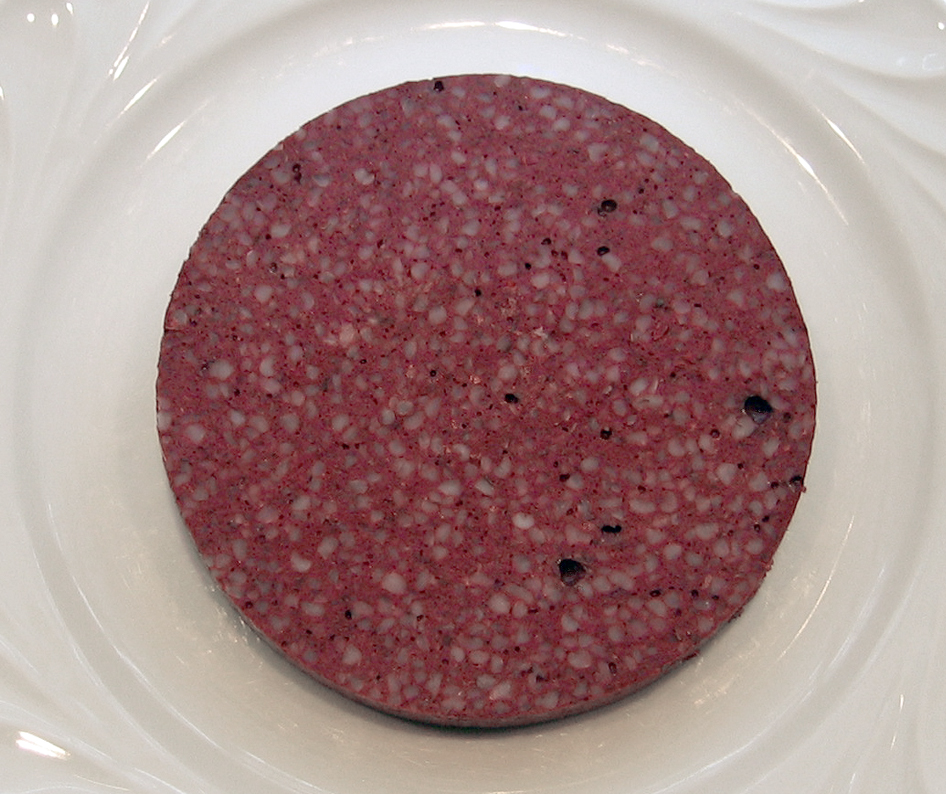
Eine Scheibe Panhas vor dem Braten

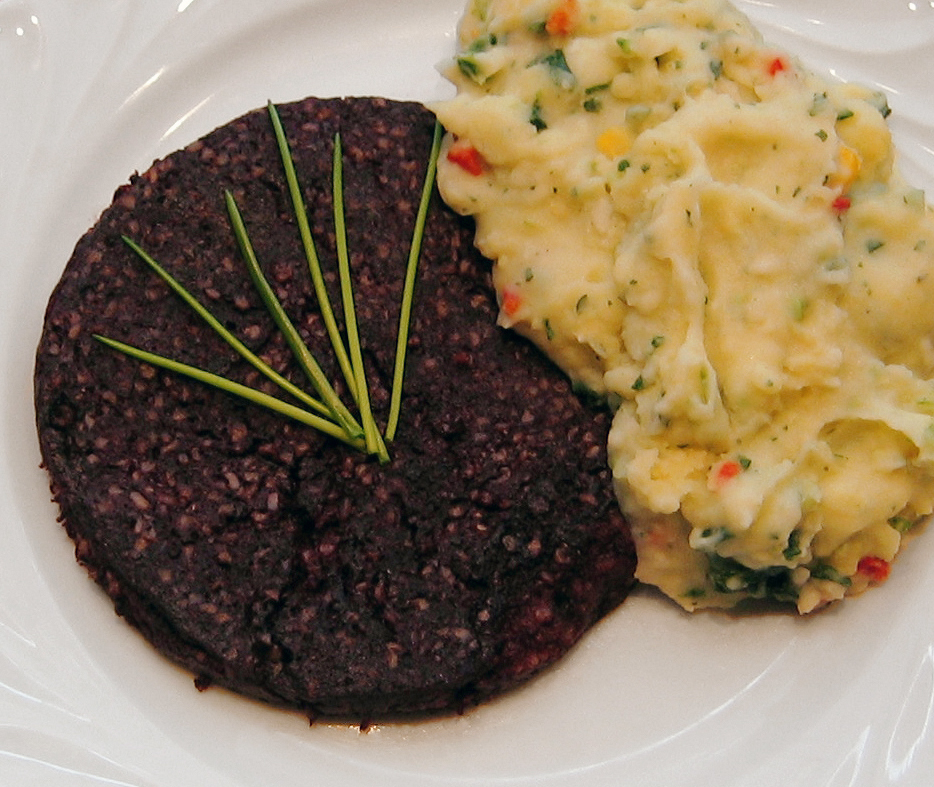
Gebratene Scheibe Panhas mit Kartoffelbrei

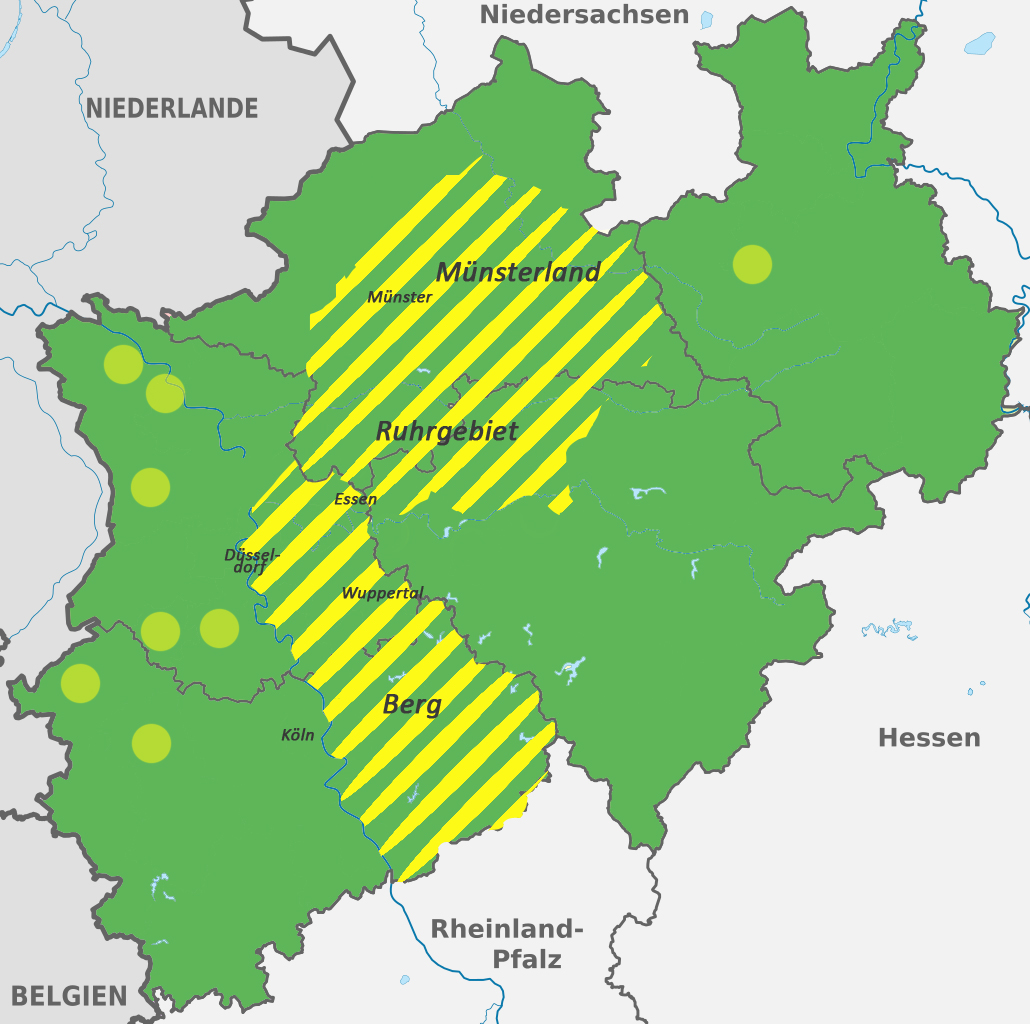
Verbreitung von Panhas in Nordrhein-Westfalen

Panhas, im Rheinischen und im Ruhrgebiet auch Pannas, ist eine Kochwurst mit Nährmitteln (Buchweizenmehl), die in Nordrhein-Westfalen in unterschiedlichen Varianten verbreitet ist.

## Name

### Wortherkunft von Panhas
Die Wortherkunft von Panhas ist nicht endgültig geklärt. Mehrheitlich deuten Sprachforscher die Wortentlehnung für Panhas (eigentlich Pannharst) aus der Zusammensetzung von „pann (Pfanne) + harst (gebratenes Fleisch)“. Einige Sprachforscher weisen auf die Herleitung vom deutschen Wort „Pfannhase“ und den Bezug zum „falschen Hasen“ (Hackbraten, dem von Hand die Form eines Hasenrückens gegeben wird).

### Mundartliche Varianten
Der Begriff Panhas stammt ursprünglich aus dem Bergischen Land, insbesondere Wuppertal und Umgebung. Aussprachliche Vereinfachungen und Varianten sind häufig. Linksrheinisch kommt z. B. auch Panhaas oder Pannes vor. Besonders in früheren Zeiten waren andere Bezeichnungen auch gängig, wie Bünnik, Dätsch, Klappertüt, Klümpes, Knabbeldanz, Knabbedapp, Krüppels / Kröppels, Krupüt, Prinz, Puttes und Tüt / Tüüt.

## Geschichte und traditionelle Herstellung
Wie lange Panhas hergestellt wird, ist nicht genau bekannt. Ursprünglich war es mit der jährlichen Hausschlachtung von Schweinen verbunden. Man stellte Panhas zum Ende eines Schlachttages her, nachdem der Vorgang des Wurstens abgeschlossen war. Die Brühe, in der Würste gekocht worden waren, war durch die Reste der geplatzten Würste sehr reichhaltig und fett. Zu der Brühe gab man reichlich Salz, Pfeffer und Piment (oder weitere Gewürze) und große Mengen Buchweizen und ggf. Schweineblut. Die Masse musste kalt und fest werden und wurde dann in ca. 1 cm dicke Scheiben geschnitten und in Fett goldbraun gebraten.

### Panhas in den Vereinigten Staaten
Das Gericht Panhas ist auch in den Vereinigten Staaten bekannt und wurde in den 1680er Jahren von Krefelder Auswanderern nach Germantown in Pennsylvania getragen, von wo aus sich das Rezept auch in weitere US-amerikanische Gebiete verbreitete. In den USA sind die Abkürzungen panhas und scrappel für verschiedene Hackbraten im Umlauf, entstanden aus dem Panhaskröppel der Amischen. Im Bergischen Land ist der Begriff Kröppels oder Krüppels auch heute noch üblich.

## Zutaten
Gemäß Leitsatz 2.232.12 des Deutschen Lebensmittelbuchs wird Panhas grundsätzlich aus fünf Basisprodukten hergestellt:
- Speck
- Schwarten
- Schweinemasken (Haut, Schwarten und Fleisch von ausgebeinten Schweineköpfen)
- Blut
- Buchweizenmehl

## Allgemeine Variante
Für die Herstellung brät man grob zerkleinertes Fleisch bis zum Garpunkt. Je nach Rezept und regionaler Tradition verwendet man dafür unterschiedliche Teilstücke von Schweinefleisch, das teilweise mit Rindfleisch ergänzt wird. Diese werden anschließend in Wurstbrühe (Fond von der Wurstherstellung) aufgekocht. Ebenfalls regional abhängig kann noch Schweineblut oder zerkleinerte Blutwurst hinzukommen. Typische Gewürze sind dabei Speisesalz, Pfeffer, Piment und Nelken. In diese Masse wird Buchweizenmehl eingerührt, bis eine feste Konsistenz entstanden ist. Anschließend füllt man das Kochgut in längliche Pastetenformen und lässt diese auskühlen. Nach dem Erstarren wird der Panhas in Scheiben geschnitten und entweder als Aufschnitt verwendet oder in der Pfanne gebraten. Als typisches Gericht verzehrt man gebratene Panhas-Scheiben gemeinsam mit gekochten Kartoffeln und Sauerkraut oder Äpfeln und Zwiebeln.

## Westfälischer Panhas
Zur Vorbereitung würfelt man Speck und brüht ihn kurze Zeit. Für die Zubereitung wird Knochenbrühe mit Innereien oder zerkleinerte Leberwurst und Schweineblut oder zerkleinerter Blutwurst erhitzt. Typische Gewürze sind außer den genannten Muskat, Majoran und zerkleinerte Zwiebeln. Dann gibt man Buchweizenmehl hinzu, bis eine feste Masse entsteht. Unter diese wird kurz vor dem Abschluss der Speck gemengt. Diese Wurstsorte nennt man auch Mehlblutwurst.

### Bochumer Panhas
Eine Untervariante, die im Ruhrtal südlich von Bochum gegessen wird, ist der Bochumer Panhas. Zu den oben genannten Zutaten kommen dann noch Graupen hinzu.

## Weißer Panhas
Der Weiße Panhas hat eine leichtere Farbe durch das Fehlen von Blut unter den Zutaten. Es ist eine vor allem im Münsterland verbreitete Variante und ist eine Abgrenzung zum ebenfalls dort beheimateten Möpkenbrot oder anderen Mehlblutwürsten. Oftmals wird der weiße Panhas mit Rübenkraut bestrichen.

## Balkenbrij

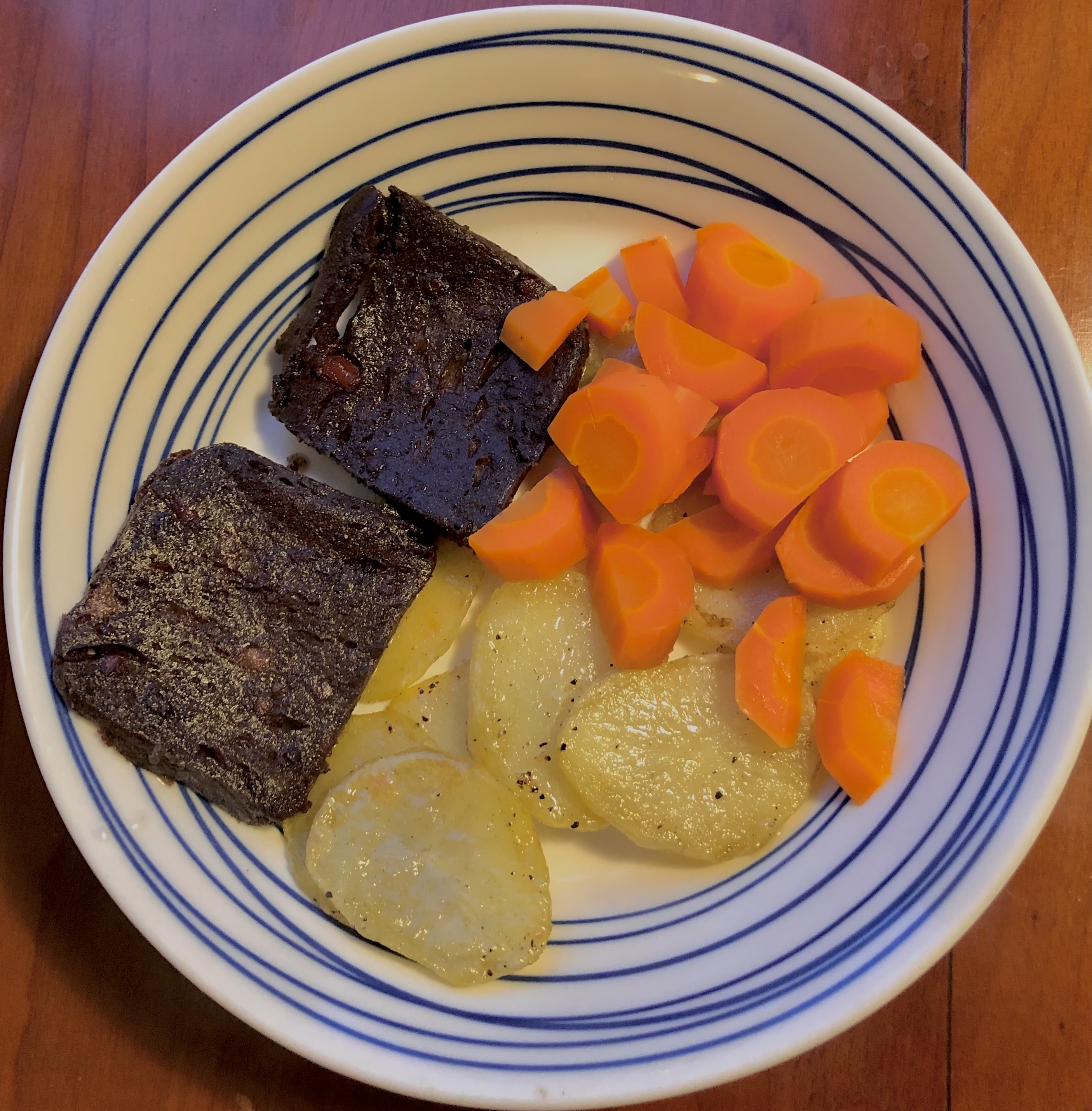
Balkenbrij mit Kartoffeln und Karotten

In der niederländischen Küche, vor allem in Brabant, ist eine Variante als Balkenbrij bekannt, wird dort jedoch anders gewürzt als im Rheinland und in Westfalen. Verwendet wird eine Gewürzmischung mit Ingwer, Anis, Gewürznelken, Zimt, Muskat und Sandelholz, genannt Rommelkruid, die ihm einen lebkuchenartigen Geschmack gibt.

## Ähnliche Produkte
- Westfälische Beutelwurst
- Bremer Knipp
- Möpkenbrot
- Wurstebrot